# Factor 5
Factor 5 és una empresa independent desenvolupadora de videojocs i programari. L'empresa va ser co-fundada per cinc ex-treballadors de Rainbow Arts el 1987 a Colònia (Alemanya), la qual cosa va servir d'inspiració per al nom de l'estudi, abans de traslladar-se a San Rafael (Califòrnia) el 1994. Julian Eggebrecht, un dels cinc co-fundadors inicials, és actualment el president de l'empresa.

## Història
Factor 5 va començar desenvolupant jocs per a les computadores Commodore 64, Amiga i Atari ST, on prompte va obtenir èxit amb la sèrie Turrican. Durant molt temps, Factor 5 va ser un destacat desenvolupador second-party exclusiu de Nintendo, desenvolupant jocs i eines de middleware per a l'empresa. Durant eixa època, l'estudi va obtenir una crítica considerable i elogis per la seua capacitat tècnica, produint els quals sovint són citats com alguns dels títols més avançats visualment de Nintendo 64 i Nintendo GameCube. Factor 5 també va desenvolupar per a Nintendo dues eines de middleware molt conegudes, MusyX, un sistema de so produït en cooperació amb Dolby Laboratories, i DivX For Games SDK, integrant la funcionalitat del popular còdec de vídeo en les eines de desenvolupament de Nintendo.
A la fi de desembre de 2008, diversos mitjans de comunicació en línia van informar que Brash Entertainment (distribuïdora de l'actual projecte de Factor 5) es tancaria al final del mes després de passar per problemes financers. Aquesta sobtada interrupció en el finançament va deixar a Factor 5 amb les seues pròpies dificultats de finançament. L'estat actual de l'empresa no ha estat oficialment anunciat, però informes interns sense confirmar afirmen que han cessat les seues operacions.

## Jocs

### Wii
- Julian Eggebrecht, president de Factor 5, ha confirmat en una entrevista que s'està desenvolupant un joc, que no és de Consola Virtual, per a Wii.[2] Abans que la Wii fóra llançada l'empresa havia anunciat una seqüela de Pilotwings, però aquest projecte ja no està en els seus plans.[2]

### PlayStation 3
- Lair (2007)
- Untitled Project (2009)[3]

### Nintendo GameCube
- Star Wars Rogue Squadron II: Rogue Leader (2001)
- Star Wars Rogue Squadron III: Rebel Strike (2003)
- Thornado (mai publicat)

### Nintendo 64
- Resident Evil 2 (1999) - Tecnologia de compressió de so
- Star Wars: Rogue Squadron (1999)
- Star Wars: Battle for Naboo (2000)
- Indiana Jones and the Infernal Machine (2000)

### PlayStation
- Ballblazer Champions (1997)

### Super Nintendo Entertainment System
- Super Turrican (1993)
- Indiana Jones' Greatest Adventures (1994)
- Super Turrican 2 (1995)

### Sega Genesis
- Mega Turrican (1993)

### Game Boy
- Contra: The Alien Wars (1994)
- Animaniacs (1995)
- Twinbee Yahoo (1996)
- Sexy Parodius (1997)

### PC
- Tony & Friends in Kellogg's Land (1994)[4]

### Amiga
- Katakis (1988)
- R-Type (1989)
- Turrican (1990)
- Masterblazer (només la introducció) (1990)
- Turrican II: The Final Fight (1991)
- Turrican 3 (1993)

### Atari ST
- Turrican (1990)
- Turrican II: The Final Fight (1991)

## Tecnologia
- MusyX: Dolby Sound Tools - Desenvolupat per Nintendo 64, Nintendo GameCube, Game Boy Color, Game Boy Advance
- DivX For Games SDK - Desenvolupat per Nintendo GameCube